# Коли квітне Камелія
Коли квітне Камелія (кор. 동백꽃 필 무렵) — південнокорейський мелодраматичний серіал з елементами трилера, що транслювався щосереди та щочетверга з 18 вересня по 21 листопада 2019 року на телеканалі KBS2. Серіал став одним з найпопулярніших серіалів року в Кореї, його рейтинги зростали весь час показу і досягли максимуму в фінальних серіях. Сюжет серіалу який є вдалим поєднанням романтичної мелодрами і трилера, сподобався як глядачам так і критикам. Сценарист серіалу Ім Сан Чхун за свою роботу отримав декілька нагород корейських телевізійних та кінопремій, актори виконавці головних ролей також не залишились без нагород (див. розділ «Нагороди»).

## Сюжет
До невеликого портового містечка Онсан переїздить молода жінка з малою дитиною, яка відкриває там маленький бар під назвою Камелія, невдовзі власницю бара саму починають всі звати Камелією. Незабаром мешканці містечка дізнаються що вона мати-одиначка, і це сильно ускладнює її взаємини з сусідами які виховані в патриархальних корейських традиціях. Хоча вона не дає жодних приводів для пересуд і просто продає спиртне та готує закуски, більша частина сусідок її одразу невзлюбила. Ускладнює ситуацію те що чоловіче населення Онсана полюбило бар за затишну атмосферу та смачну закуску, що ще більше дратує жінок. Єдина хто встає на захист Камелії це вдова, власниця крабового ресторану на ім'я Квак Ток Сун яка років 30 тому потрапила в схоже становище.
Одного разу в тихому містечку з невеликим інтервалом стається декілька вбивств, свідком одного з яких стає Камелія, але вона лише чула кашель злочинця та бачила тінь. Оскільки жертви ніяк не пов'язані, поліція доходить висновку що це дії серійного вбивці і судячи з всього він місцевий. На місці кожного злочину він залишав записку «не жартуй зі мною», тож поліція дала йому прізвисько Жартівник. Оскільки Камелія є єдиним свідком, поліцейські намагаються захистити її, постійно охороняючи бар. Від цього її нехитрий бізнес мало не загнувся, бо хто прийде до бару випивати коли там завжди повно поліції. Тож Камелія відмовляється від захисту, і відкриває бар. На диво злочини припиняються і історія Жартівника поступово забувається. Минають роки, Камелія так само тримає бар, її син Пхіль Гу вже ходить до школи, а в офіціантки собі вона взяла дівчину на ім'я Хян Мі яка потрапила в складне становище і шукала притулку. В той самий час до рідного міста повертається молодий поліцейський на ім'я Хван Йон Сік. Раніше він служив в Сеулі, але незважаючи на його добру службу, через те що він привселюдно вдарив закутого в кайданки злочинця, Йон Сіка переводять до маленького провінційного відділку. На новому місці служби йому потрапляє на очі справа Жартівника яка вже декілька років залишається не розкритою, і він вирішує спробувати розкрити справу але в це мало хто вірить. Тодіж Йон Сік випадково знайомиться з Камелією, і одразу в неї закохується. Але незабаром в місті стається серія загадкових маленьких пожеж якою Жартівник нагадує про своє існування, і Йон Сік з жахом розуміє що наступною жертвою маньяк обрав Камелію. Але як впіймати маньяка, коли підозрювати можна кожного, бо у всіх є свої таємниці і іноді навіть люди яких знаєш все життя ведуть себе підозріло…

## Акторський склад

### Головні ролі
- Кон Хьо Чжін[en] — у ролі О Дон Бек / Камелія[3]. Мати одиначка яка тримає невеликий бар під назвою Камелія в портовому місті Онсан. Всі в місті звикли звати її не по імені а за назвою її бару.
- Кан Ха Ниль — у ролі Хван Йон Сіка[4]. Молодший син відомої в Онсані власниці ресторану. Має інстинкт детектива, працював в поліції Сеула, але був переведений до рідного міста через дисциплінарний проступок. Зустрівши Камелію закохався в неї з першого погляду.
- Кім Чі Сок[en] — у ролі Кан Чон Ньоля[5]. Відомий бейсболіст, в юності зустрічався з Камелією але не наважився оголосити що зустрічається з сиротою і вони розійшлися. Через вісім років приїхавши до рідного міста випадково зустрів Камелію та дізнався що в нього є син від неї. Це його страшенно вибило з колії, він майже щодня їздить до Онсана та намагається подружитись з Пхіль Гу. Ускладнює становище постійна увага преси до Чон Ньоля.
- Чі Ї Су[en] — у ролі Пак Сан Мі / Джесіка. Дружина Чон Ньоля. Відома блогерка, але направді її підписників більш цікавить життя її чоловіка, і це страшенно дратує Сан Мі. Передусім вона вийшла за нього заради статусу дружини відомого бейсболіста.
- О Чон Се[en] — у ролі Но Гю Те. Власник багатьох будівль в Онсані, в тому числі і місця де розташований бар Камелії. Намагається займатись політикою та стати мером Онсана, але не надто розумний і завжди потрапляє в халепи.
- Йом Хе Ран[en] — у ролі Хон Чжа Йон. Дружина Гю Те, відома адвокат по розлученнях. Набагато розумніша за чоловіка, але вийшла за нього бо з ним просто і комфортно.
- Сон Дам Бі[en] — у ролі Чхве Хян Мі / Чхве Го Ин[6]. Подруга Камелії, працює в її барі офіціанткою. Страждає на клептоманію, але краде лише дрібниці на кшталт запальничок. Мріє емігрувати до Копенгагена щоб розпочати життя з чистого листа.
- Кім Кан Хун[en] — у ролі Кан Пхіль Гу. Восьмирічний син Камелії який по мірі сил намагається захистити матір від негараздів. Займається бейсболом.
- Ко Ду Сім — у ролі Квак Ток Сун. Мати Йон Сіка яка овдовіла ще до його народження. Працюючи як віл самотужки виховала трьох синів.
- Лі Чон Ин — у ролі Чо Чон Сук. Мати Камелії яка залишила її в семирічному віці в приюті і раптово з'явилася через 25 років.
- Чо Пе Су[ko] — у ролі Бьон Пе Су. Голова поліцейського відділку Онсана.

### Другорядні ролі
- Кім Сон Йон[en] — у ролі Пак Чхан Сук. Мати найкращого друга Пхіль Гу, власниця однієї з крамниць на ринку Онсана.
- Лі Гю Сон — у ролі Пак Хин Сіка. Молодий чоловік який тримає майстерню в Онсані. Береться за ремонт будь-чого.
- Карсон — у ролі Елени. Емігрантка яка працює офіціанткою в ресторані Ток Сун.
- Хван Йон Хї[ko] — у ролі Лі Хва Чжі. Мати Пак Сан Мі, теща Чон Ньоля.

## Рейтинги
- Найнижчі рейтинги позначені синім кольором, а найвищі — червоним кольором.
- Серіал транслювався по 2 серії в день.

| Серія            | Прем'єра          | Назва                                   | Рейтинг        | Рейтинг     | Рейтинг        |  |
| Серія            | Прем'єра          | Назва                                   | AGB Nielsen    | AGB Nielsen | TNmS           |  |
| Серія            | Прем'єра          | Назва                                   | По всій країні | Сеул        | По всій країні |  |
| ---------------- | ----------------- | --------------------------------------- | -------------- | ----------- | -------------- |  |
| 1                | 18 вересня 2019   | Жінка з браслетом з ґерманію            | 6,3% (11-й)    | 6,7% (8-й)  | 7,4 %          |  |
| 2                | 18 вересня 2019   | Жінка з браслетом з ґерманію            | 7,4 %          | 7,6 %       | 8,7 %          |  |
| 3                | 19 вересня 2019   | Хороший, поганий, і дешевий             | 6,7 %          | 7 %         | 6,4%           |  |
| 4                | 19 вересня 2019   | Хороший, поганий, і дешевий             | 8,3 %          | 8,7 %       | 7,9 %          |  |
| 5                | 25 вересня 2019   | Стратегія дурочки                       | 8,6 %          | 9,4 %       | 7,5 %          |  |
| 6                | 25 вересня 2019   | Стратегія дурочки                       | 10 %           | 11 %        | 8,7 %          |  |
| 7                | 26 вересня 2019   | Сільський хлопець                       | 7,7 %          | 7,4 %       | 7,5 %          |  |
| 8                | 26 вересня 2019   | Сільський хлопець                       | 10 %           | 10 %        | 9,2 %          |  |
| 9                | 2 жовтня 2019     | Бажання, роман, і метушня               | 9,3 %          | 10,1 %      | 8,4 %          |  |
| 10               | 2 жовтня 2019     | Бажання, роман, і метушня               | 11,5 %         | 12,4 %      | 9,3 %          |  |
| 11               | 3 жовтня 2019     | 29 серпня 1986 Народжена бути бегемотом | 10,2 %         | 10,6 %      | Н/Д            |  |
| 12               | 3 жовтня 2019     | 29 серпня 1986 Народжена бути бегемотом | 12,9 %         | 13,7 %      | Н/Д            |  |
| 13               | 9 жовтня 2019     | Ансанська фея                           | 11 %           | 12,5 %      | 9,4 %          |  |
| 14               | 9 жовтня 2019     | Ансанська фея                           | 13,1 %         | 14,9 %      | 11 %           |  |
| 15               | 10 жовтня 2019    | Рись цього району                       | 11 %           | 11,6 %      | 10,7 %         |  |
| 16               | 10 жовтня 2019    | Рись цього району                       | 14,5 %         | 15,2 %      | 12,9 %         |  |
| 17               | 16 жовтня 2019    | Я вітатиму всіх                         | 11 %           | 11,8 %      | 10,2 %         |  |
| 18               | 16 жовтня 2019    | Я вітатиму всіх                         | 13,4 %         | 14,7 %      | 11,5 %         |  |
| 19               | 17 жовтня 2019    | Хороші люди не можуть бути счасливими   | 12,1 %         | 13,3 %      | 10 %           |  |
| 20               | 17 жовтня 2019    | Хороші люди не можуть бути счасливими   | 14,9 %         | 16,1 %      | 12,8 %         |  |
| 21               | 23 жовтня 2019    | Герой з'являється останньої миті        | 12,9 %         | 13,3 %      | 10,3 %         |  |
| 22               | 23 жовтня 2019    | Герой з'являється останньої миті        | 16,9 %         | 17,5 %      | 14 %           |  |
| 23               | 24 жовтня 2019    | Не забувай мене                         | 13,3 %         | 13,3 %      | 12,7 %         |  |
| 24               | 24 жовтня 2019    | Не забувай мене                         | 16,2 %         | 16,1 %      | 15,1 %         |  |
| 25               | 30 жовтня 2019    | Кінець всьому флірту                    | 14,3 %         | 15,3 %      | 12,8 %         |  |
| 26               | 30 жовтня 2019    | Кінець всьому флірту                    | 16,9 %         | 17,9 %      | 14,9 %         |  |
| 27               | 31 жовтня 2019    | Долі матерів, або так приходить досвід  | 15 %           | 15,5 %      | 14,3 %         |  |
| 28               | 31 жовтня 2019    | Долі матерів, або так приходить досвід  | 18,4 %         | 18,8 %      | 16,9 %         |  |
| 29               | 6 листопада 2019  | Мати                                    | 15,2 %         | 15,5 %      | 14,1 %         |  |
| 30               | 6 листопада 2019  | Мати                                    | 18,2 %         | 18,7 %      | 16 %           |  |
| 31               | 7 листопада 2019  | Захист чи напад, або хто ризикне першим | 15,7 %         | 16,5 %      | 14,1 %         |  |
| 32               | 7 листопада 2019  | Захист чи напад, або хто ризикне першим | 18,8 %         | 19,7 %      | 17 %           |  |
| 33               | 13 листопада 2019 | Ансанські месники                       | 17,9 %         | 18,8 %      | 14,5 %         |  |
| 34               | 13 листопада 2019 | Ансанські месники                       | 20,7 %         | 22,1 %      | 16,3 %         |  |
| 35               | 14 листопада 2019 | Життя восьмирічного                     | 14 %           | 14,6 %      | 13,4 %         |  |
| 36               | 14 листопада 2019 | Життя восьмирічного                     | 18,1 %         | 19,3 %      | 16,7 %         |  |
| 37               | 20 листопада 2019 | 7 років і 3 місяці материнства          | 18,1 %         | 18,6 %      | 16,1 %         |  |
| 38               | 20 листопада 2019 | 7 років і 3 місяці материнства          | 20,4 %         | 21,2 %      | 19,1 %         |  |
| 39               | 21 листопада 2019 | Чи дива трапляються?                    | 19,7 %         | 20,8 %      | 16,6 %         |  |
| 40               | 21 листопада 2019 | Чи дива трапляються?                    | 23,8% (1-й)    | 24,9% (1-й) | 19,8%          |  |
| Середній рейтинг | Середній рейтинг  | Середній рейтинг                        | 13,9%          | 14,6%       | —              |  |
|                  |                   |                                         |                |             |                |  |
| Спеціальні серії |                   |                                         |                |             |                |  |
| 1                | 27 листопада 2019 | Камелія розквітла                       | 8,8 %          | 8,8 %       | 9,1 %          |  |
| 2                | 27 листопада 2019 | Камелія розквітла                       | 9,1 %          | 9,4 %       | 9 %            |  |
| 3                | 28 листопада 2019 | Камелія розквітла                       | 6,6 %          | 7 %         | 7,5 %          |  |
| 4                | 28 листопада 2019 | Камелія розквітла                       | 7,6 %          | 8,1 %       | 8,2 %          |  |

## Нагороди
| Рік  | Нагорода                                  | Категорія                                               | Отримувач                          | Результат | Прим.         |
| ---- | ----------------------------------------- | ------------------------------------------------------- | ---------------------------------- | --------- | ------------- |
| 2019 | 13-та Корейська медіапремія               | Краще телешоу нацифровому ефірному телебаченні          | «Коли квітне Камелія»              | Перемога  | [ 8 ]         |
| 2019 | 18-та Премія перший корейський бренд      | Кращий актор                                            | Кан Ха Ниль                        | Перемога  | [ 9 ]         |
| 2019 | 33-тя Премія KBS драма                    | Головний приз (Daesang)                                 | Кон Хьо Чжін                       | Перемога  | [ 10 ]        |
| 2019 | 33-тя Премія KBS драма                    | Нагорода за високу майстерність (актор)                 | Кан Ха Ниль                        | Перемога  | [ 10 ]        |
| 2019 | 33-тя Премія KBS драма                    | Нагорода за майстерність (актор середньотривалої драми) | Кім Чі Сок                         | Перемога  | [ 10 ]        |
| 2019 | 33-тя Премія KBS драма                    | Нагорода за майстерність (актор середньотривалої драми) | Лі Чон Ин                          | Перемога  | [ 10 ]        |
| 2019 | 33-тя Премія KBS драма                    | Кращий актор другого плану                              | О Чон Се                           | Перемога  | [ 10 ]        |
| 2019 | 33-тя Премія KBS драма                    | Краща акторка другого плану                             | Йом Хє Ран                         | Перемога  | [ 10 ]        |
| 2019 | 33-тя Премія KBS драма                    | Кращий юний актор                                       | Кім Кан Хун                        | Перемога  | [ 10 ]        |
| 2019 | 33-тя Премія KBS драма                    | Краща нова акторка                                      | Сон Дам Бі                         | Перемога  | [ 10 ]        |
| 2019 | 33-тя Премія KBS драма                    | Netizen нагорода (актор)                                | Кан Ха Ниль                        | Перемога  | [ 10 ]        |
| 2019 | 33-тя Премія KBS драма                    | Краща пара                                              | Кон Хьо Чжін та Кан Ха Ниль        | Перемога  | [ 10 ]        |
| 2019 | 33-тя Премія KBS драма                    | Краща пара                                              | О Чон Се та Йом Хє Ран             | Перемога  | [ 10 ]        |
| 2019 | 33-тя Премія KBS драма                    | Кращий автор                                            | Ім Сан Чхун                        | Перемога  | [ 10 ]        |
| 2020 | 32-га Премія Корейських продюсерів        | Краща драма                                             | «Коли квітне Камелія»              | Перемога  | [ 11 ]        |
| 2020 | 56-та Премія мистецтв Пексан              | Головний приз (Daesang)                                 | «Коли квітне Камелія»              | Перемога  | [ 12 ] [ 13 ] |
| 2020 | 56-та Премія мистецтв Пексан              | Кращий сценарій                                         | Ім Сан Чхун                        | Перемога  | [ 12 ] [ 13 ] |
| 2020 | 56-та Премія мистецтв Пексан              | Кращий актор телебачення                                | Кан Ха Ниль                        | Перемога  | [ 12 ] [ 13 ] |
| 2020 | 56-та Премія мистецтв Пексан              | Кращий актор телебачення другого плану                  | О Чон Се                           | Перемога  | [ 12 ] [ 13 ] |
| 2020 | 47-ма Премія корейських телерадіомовників | Краща теледрама                                         | «Коли квітне Камелія»              | Перемога  |               |
| 2020 | 47-ма Премія корейських телерадіомовників | Кращий сценарист                                        | Ім Сан Чхун                        | Перемога  |               |
| 2020 | 47-ма Премія корейських телерадіомовників | Кращий актор                                            | Кан Ха Ниль                        | Перемога  |               |
| 2020 | 15-та Сеульська міжнародна премія драми   | Нагорода за високу майстерність в корейській драмі      | «Коли квітне Камелія»              | Перемога  | [ 14 ]        |
| 2020 | 15-та Сеульська міжнародна премія драми   | Кращий сценарист                                        | Ім Сан Чхун                        | Перемога  | [ 14 ]        |
| 2020 | 15-та Сеульська міжнародна премія драми   | Видатний корейський актор                               | Кан Ха Ниль                        | Перемога  | [ 14 ]        |
| 2020 | 15-та Сеульська міжнародна премія драми   | Краща акторка                                           | Кон Хьо Чжін                       | Перемога  | [ 14 ]        |
| 2020 | 15-та Сеульська міжнародна премія драми   | Видатний OST корейської драми                           | Панч (Like a Heroine in the Movie) | Перемога  | [ 14 ]        |
| 2020 | 2-га Премія Азійський контент             | Краща азійська драма                                    | «Коли квітне Камелія»              | Перемога  | [ 15 ]        |